# Dag Oldrič
Dag Oldrič (engl. Doug Aldric, rođen 19. februara 1964, Rali, Severna Karolina) je američki hard rok gitarista, Od 2002. godine član grupe engleske grupe The Dead Daisies. On je osnovao bend Burning Rain sa Keith St. John, 1998. godine, a kasnije je svirao sa bendovima Dio, Lion, Hurricane, House of Lords, Bad Moon Rising i Whitesnake. Objavio takođe nekoliko solo albuma.

## Biografija
Dag je prvi put počeo da svira gitaru sa 11 godina (1976), kada ga je njegova sestra Dženifer upoznala sa sviranjem Jef Beka (engl. Jeff Beck). Godinu dana kasnije kupio je prvu električnu gitaru. Gitara je došla sa Sears-a, a kopija je Les Paula. 
I ako je još uvek bio isuviše mlad Dag je učestvovao na audiciji za bend Kis (engl. kiss) (1981). On nije dobio svirku, ali rezultat audicije je susret sa Gene Simmonsom, a oni su ostali prijatelji i do danas. Zajedno sa školskim drugovima formirao je grupu Mensfild (engl. Mansfiled) 1982. godine, a tri godine kasnije (1985). pridružio se grupi Lion. Tokom ovog perioda Dag je dobijao mnoge ponude da snima i ide na turneje sa mnogim drugim umetnicima.
Tokom 90-ih, Doug i Kal Swan formirali su bend Bad Moon Rising i organizovali turneje po Aziji i Europi. Zajedno su snimili tri albuma. U isto vreme Doug je imao priliku da svoj izuzetan talenat za električnu gitaru pretvori u instrumentalne solo albume.
Daga je 2001. godine pozvao Ronnie James za snimanje albuma „Killing The Dragon“. Album je predstavljao povratak početnom stilu grupe Dio. Dag je međutim veći deo turneje bio odsutan. Grupa je nastupala tokom cele 2002. i snimila uživo DVD y Nujorku.
Iste godine, grupa Whitesnake ga je zamolila da se pridruži obnovljenoj grupi. Učestvuje u dvomesečnoj turniji za njihovu 25. godišnjicu. Posle toga dolazi do česte saradnje i on postaje deo grupe.

## Muzičke grupe[2]
Bio je član sledećih grupa:
- Burning Rain
- Whitesnake
- Dio
- Bad Moon Rising
- Lion
- Hurricane
- House Of Lords
- Mansfeild

## Diskografija[4]
| Diskografija - Dag Oldrič | Diskografija - Dag Oldrič                 | Diskografija - Dag Oldrič |
| Grupa                     | Album                                     | Godina                    |
| ------------------------- | ----------------------------------------- | ------------------------- |
| Lion                      | Power Love                                | 1986                      |
| Lion                      | Dangerous Attraction                      | 1987                      |
| Lion                      | Trouble In Angel City                     | 1989                      |
| Hurricane                 | Slave to the Thrill                       | 1990                      |
| House Of Lords            | Sahara                                    | 1990                      |
| Bad Moon Rising           | Bad Moon Rising                           | 1991                      |
| Bad Moon Rising           | Blood                                     | 1993                      |
| Dag Oldrič                | The Electro-Lesson časovi gitare video    | 1994                      |
| Dag Oldrič                | Highcentered                              | 1994                      |
| Bad Moon Rising           | Opium For The Masses                      | 1995                      |
| Dag Oldrič                | Electrovision                             | 1997                      |
| Bad Moon Rising           | Flames On The Moon                        | 1999                      |
| Burning Rain              | Burning Rain                              | 2000                      |
| Dag Oldrič                | Alter Ego                                 | 2001                      |
| Burning Rain              | Pleasure to Burn                          | 2001                      |
| Dio                       | Killing the Dragon                        | 2002                      |
| Bad Moon Rising           | Full Moon Collection                      | 2005                      |
| Dio                       | Holy Diver Live                           | 2006                      |
| Whitesnake                | Uživo: In The Still Of The Night (DVD+CD) | 2006                      |
| Whitesnake                | Uživo: In The Shadow Of The Blues         | 2006                      |
| Whitesnake                | Good To Be Bad                            | 2007                      |
| Whitesnake                | Still Good To Be Bad                      | 2011                      |
| Whitesnake                | Forevermore                               | 2011                      |

## Spoljašnje veze
- An Interview with Doug Aldrich, pristupljeno 3. septembar 2012(језик: енглески)
- Doug Aldrich Biography, pristupljeno 3. septembar 2012(језик: енглески)